# Campana
|  | Per a altres significats, vegeu «Campana (desambiguació)». |

| 1. Capçal 2. Corona 3. Cap 4. Espatlla 5. Cintura 6. Anell sonor 7. Llavi 8. Boca 9. Batall 10. Mig peu |

Parts d'una típica Campana:

La campana és un instrument musical de percussió que ha tingut diverses afinacions al llarg dels segles. Als països mediterranis, les campanes s'utilitzen, sobretot, per a la comunicació, i són un signe comunitari, mentre que en les terres centrals d'Europa, i sobretot en els carillons, s'empren per tocar melodies. A les esglésies i escoles s'usen per marcar el pas del temps i les crides a missa o a classe. Es toquen mitjançant un batall o un martell exterior. La campanada és el so que fa una campana quan és colpida pel batall o per un objecte dur (martell). Els fonedors de campanes s'anomenaven senyers o mestres fonedors de senys.

## La campana a la cultura
Els japonesos tenen una campana de la pau que es toca cada any a l'agost en record de les bombes nuclears d’Hiroshima i Nagasaki durant la Segona Guerra Mundial.
Antigament, des de la taula es feia sonar una campaneta per cridar el servei, per això la campaneta ha esdevingut un símbol de treball, especialment les petites, i apareixen a les penques caribenyes, juntament amb picarols i altres sonalls.
Els malalts de lepra havien de tocar una campana per advertir de la seva presència a l'edat mitjana i que la gent pogués protegir-se d'ells.
El 2017 a Catalunya els tocs de campana van ser declarats Element Festiu Patrimonial d'Interès Nacional per la seva significació social, cultural i històrica.

## Història
L'evidència arqueològica més antiga de campanes data del tercer mil·lenni a.C. i es remunta a la cultura Yangshao de la Xina neolítica. S'han trobat campanes amb batall fetes de ceràmica en diversos jaciments arqueològics. Les campanes de ceràmica es van convertir més tard en campanes de metall. A l'Àsia occidental, les primeres campanes apareixen el 1000 aC.
Les campanes de metall més antigues, una trobada en el jaciment de Taosi i quatre en el d'Erlitou, estan datades al voltant de l'any 2000 aC. Les primeres campanes no només tenen un paper important en la generació de so metàl·lic, sinó que es podria dir que van exercir un paper cultural destacat. Amb l'aparició d'altres tipus de campanes durant la dinastia Shang (c.1600 - c.1050 aC), van ser relegades a funcions secundàries; en els jaciments de Shang i Zhou, també es troben com a part de l'equipament de carros de guerra i en collars de gossos.
El llibre d'Èxode en la Bíblia indica que es posaven petites campanes d'or com a decoració a la vora de la túnica del summe sacerdot a Jerusalem. Entre els antics grecs, les campanes s'usaven en campaments i guarnicions (tropes) i en les patrulles que anaven a visitar els sentinelles. Entre els romans, l'hora del bany s'anunciava amb una campana. També les feien a la llar, com a element decoratiu i emblema, i es col·locaven campanes al voltant del coll de les vaques i ovelles perquè poguessin ser trobades si es perdien.

## Usos diversos i altres

### Senys de les hores
Un seny de les hores era una campana que tocava les hores. Habitualment estava instal·lada en el campanar d'una catedral o església important. En una primera fase el temps es mesurava amb rellotges de sorra vigilats vint-i-quatre hores al dia per funcionaris a sou. L'arribada dels primers rellotges mecànics, sovint molt imprecisos i poc fiables, no va eliminar el control amb rellotges de sorra. Amb la millora dels rellotges el temps fou controlat mecànicament i els campaners tocaven les hores manualment. Un progrés considerable dels rellotges i els mecanismes de percussió permeté que la campana de les hores toqués automàticament, sincronitzada amb el rellotge.
Algunes campanes de tocar hores dels Països Catalans estan ben documentades i la seva història es pot consultar: Barcelona, València, Palma, Girona, Lleida, Tarragona, ...

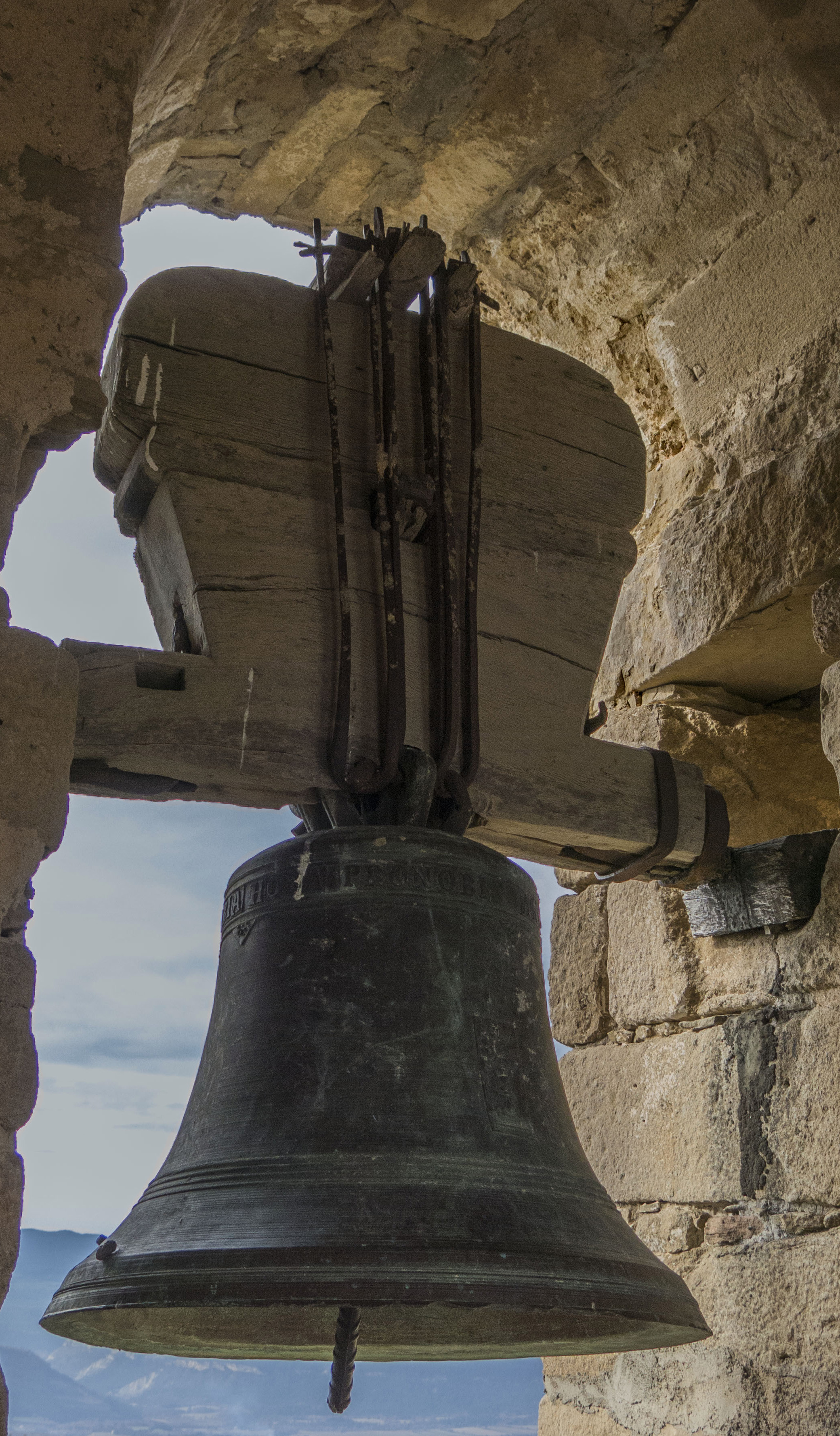
Campana de l'església de Santa Cecília (Fontova)

### Religió catòlica
La religió catòlica promocionà l'ús de campanes i aqueixes foren emprades en diversos aspectes del culte.

#### Tocs ordinaris
En funció de la disponibilitat d'una campana única o de diverses campanes cada església o convent tenia determinades formes de tocar que anunciaven la missa (primer toc, segon toc, inici imminent), la mort d'una persona (tocs lents i malenconiosos), l'inici de la festa major (sota els auspicis de la santa o sant local).
Els escolans acostumaven a tocar una campaneta (simple o múltiple) en determinats moments de la missa i altres cerimònies.

### Tocs d'oració

#### Festes i commemoracions
La santificació d'una persona popular podia anar associada a grans festes i tocs de campanes generals. Per exemple, el 1614. s'organitzaren festes espectaculars a Barcelona per a celebrar la canonització de Teresa de Jesús.

### Via fora
La crida medieval «Via fora ab so metent», destinada a avisar els veïns d'un perill i convocar-los per a la defensa, emprava un toc especial de campana.

### Campanes de vaixells

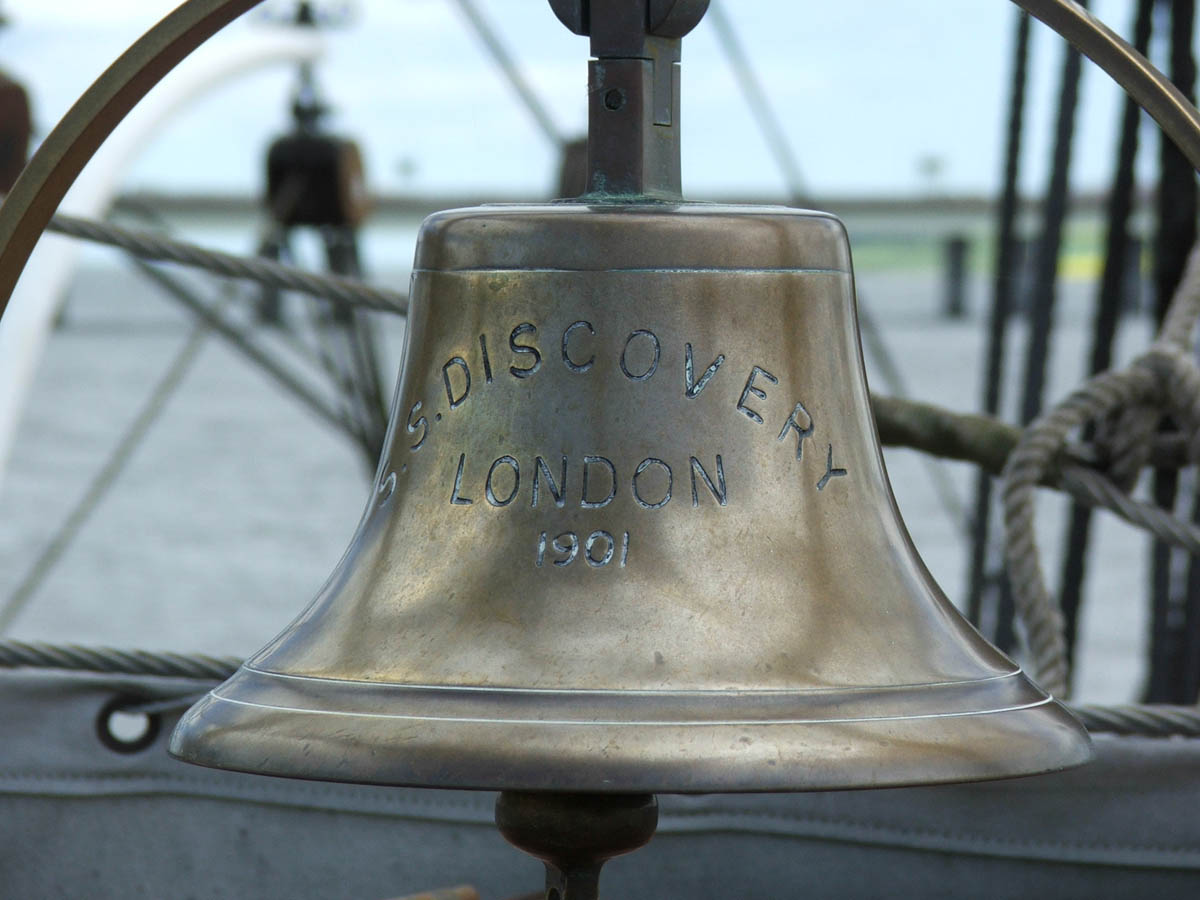
Campana de llautó amb la inscripció «SS Discovery, Londres 1901» (Vegeu Expedició Discovery)

Un dels elements associat als vaixells tradicionals i moderns és la campana (campana principal). Feta servir per a fer senyals, marcar els canvis de guàrdia (i les hores en general) i avisar de la presència del vaixell (navegant o ancorat) en cas de boira.

### Canons i campanes
Vegeu Antiga Foneria de Canons.

### Campanes de bombers
Des de l'època de les bombes d'aigua tirades per cavalls, i fins i tot actualment, els vehicles de bombers es desplaçaven tocant una campana quan acudien a l'incendi.

## Campanes notables
La llista de campanes notables per algun concepte és molt llarga. Una petita mostra aleatòria a continuació.
- Honorata de Barcelona
- Miquel (1532, catedral de València), la més gran encara en ús de tota la Corona d'Aragó
- Caterina (1305, catedral de València), la campana més antiga de les que encara es troben en funcionament pertanyents a la Corona d’Aragó.
- Santíssim Sagrament (santuari de Sant Pasqual, Vila-real), la campana de volteig més gran del món.
- Liberty bell de Filadèlfia
- Maria gloriosa de la catedral d'Erfurt.[28]
- Big Ben

## Tractats sobre la construcció de campanes i similars
- 1628. Girolamo Maggi. De Tintinnabulis.[29]
- 1636-48. Harmonicorum. P. Mersenne. Volum IV: De Campanis.[30]
- 1683. Disertatio historica de Campanarum materia et forma. Biertaedt.[31]
- 1693. De Tintinnabulo Nolano. Percichelius.[32]
- 1721. Traité des cloches. Jean Baptiste Thiers.[33]
- 1849. Journal de l'architecture et des arts relatifs à la construction: revue des travaux exécutés en Belgique. Vanderauwera.[34]
- 1857. Des cloches et de leur usage. A.Schaepkens.[35]
- 1866. Jean-Baptiste-Benjamin Billon. Campanologie; etude sur les cloches et les sonneries francaises et etrageres. Avec une notice biographique par Charles Vasseur. F. Le Blanc-Hardel.[36]
- 1877. John-Daniel Blavignac. La cloche. Etudes sur son histoire et sur ses rapports avec la societe aux differents ages. Precedees d'une notice sur l'auteur par Fleury. Grosset et Trembley.[37]
- 1881. Pierre Chabat. Dictionnaire des termes employés dans la construction. Ve A. Morel et cie.[38]
- 1936. Lluís Camos Cabruja: Dietari de l'obra del rellotge i la campana del castell de Perpinyà l'any 1356. "Homenatge a Antoni Rubió i Lluch", "Miscel.lània d'estudis literaris, històrics i artístics" vol 3, p. 423-446. Barcelona: Arxiu Històric de la Ciutat.[39]
- 1953. Pau Barrufet: Les campanes del nostre campanar. Associació d'Estudis Reusencs, "Rosa de Reus", 3. Reus
- 1961. Louis Ausseil: Le Carillon de la Cathédrale Saint-Jean de Perpignan. "C.E.R.C.A.", nos 13-14, Automne-Noël, p. 366
- 1962. Louis Ausseil: La sonnerie de la chapelle haute du palais des rois de Majorque. "C.E.R.C.A.", n. 15, p. 80-83
- 1964. Louis Ausseil: Cloches et fondeurs de cloches en Roussillon. "C.E.R.C.A.", n. 24, p. 142-144
- 1964. Louis Ausseil: Archéologie campanaire, la cloche de Saint-Martin du Canigou (1483). “C.E.R.C.A.”, n° 26, Noël, p. 238
- 1980. Andreu Barbarà - Josep Sánchez Real: El campanar, el rellotge i les campanes. “Butlletí”. Centre d'Estudis Alcoverencs. Alcover, octubre-desembre, p. 128-132
- 1986. Louis Ausseil: Les fondeurs de cloches en Roussillon du XIVe au XIXe siècle, en “Conflent”, n. 139-140, 24e année, Bulletin du Groupe de Recherches Historiques et Archéologiques du Conflent, Prades, p. 3-160

## Literatura i música
- Per qui toquen les campanes de Ernest Hemingway
- The Bells Of Rhymney poema de Idris Davies amb música de Pete Seeger[40]